# 阿波科罗纳斯
阿波科罗纳斯（希臘語：Αποκόρωνας）是希腊克里特大区哈尼亚专区的一个市镇，位于克里特岛西北部、哈尼亚东边。市镇面积为315.5平方公里，2011年人口数量为12,807人。

## 行政

### 市镇
阿波科罗纳斯市镇成立于2011年的地方政府改革中，由原6个市镇合并而成，原市镇则成为新市镇的市区。

### 省
阿波科罗纳斯省（Επαρχία Αποκορώνου）曾是哈尼亚州的一个省份，辖境与现市镇相同。该省在2006年撤销。